# Argile yprésienne
Pour les articles homonymes, voir Clyte.
L’argile yprésienne est un dépôt sédimentaire du nord de la France et de la Belgique. On l'appelle aussi argile d'Ypres, argile des Flandres ou clyte en patois du nord.
Les dépôts datent de l'Yprésien (un étage de l'Éocène inférieur). Ce sont des sédiments marins s'étant déposés au fond de la mer thanétienne, prolongement de la mer du nord sur le nord de la France actuelle et le nord de l'Europe à la fin du Paléocène.
C'est une argile compacte mais plastique ayant une teinte gris-bleue du fait de la présence de pyrite. 
Elle recouvre des strates du Tertiaire: argile de Louvil, tuffeau, sables et grès d'Ostricourt du Landénien supérieur. Elle est recouverte généralement par une couche de quelques mètres d'épaisseur de limons récents.
Elle constitue par nature un substrat imperméable. Située seulement à quelques mètres de profondeur en Flandre, elle fait que la nappe phréatique est haute. La présence de fossés et des becques permet d'évacuer une partie de l'eau pour permettre l'agriculture.

## Localisation
L'argile yprésienne est notamment présente dans le nord de la France et en Belgique.
Elle est géologiquement identique à l'argile de Londres (London Clay en anglais).

## Paléontologie
On y retrouve l'une des espèces les plus caractéristiques de l'argile de Londres, Pholadomya margaritacea Sow. (Bivalvia).